# Paul Leduc
Paul Leduc (Cidade do México, 11 de março de 1942 – 21 de outubro de 2020) foi um cineasta mexicano. Começou a trabalhar com cinema ao final da década de 1960 e durante esse período, passou por um momento de renovação do cinema mexicano, quando aproximou-se do movimento do Cinema Novo brasileiro.
Ficou conhecido por dirigir Frida, naturaleza viva e Reed, México insurgente, este último com o qual foi indicado ao Prémio Ariel de melhor diretor além da obra receber uma das estatuetas de melhor filme junto com  El castillo de la pureza e Mecánica nacional em 1973.
Leduc morreu em 21 de outubro de 2020, aos 78 anos.